# Karakałpacja

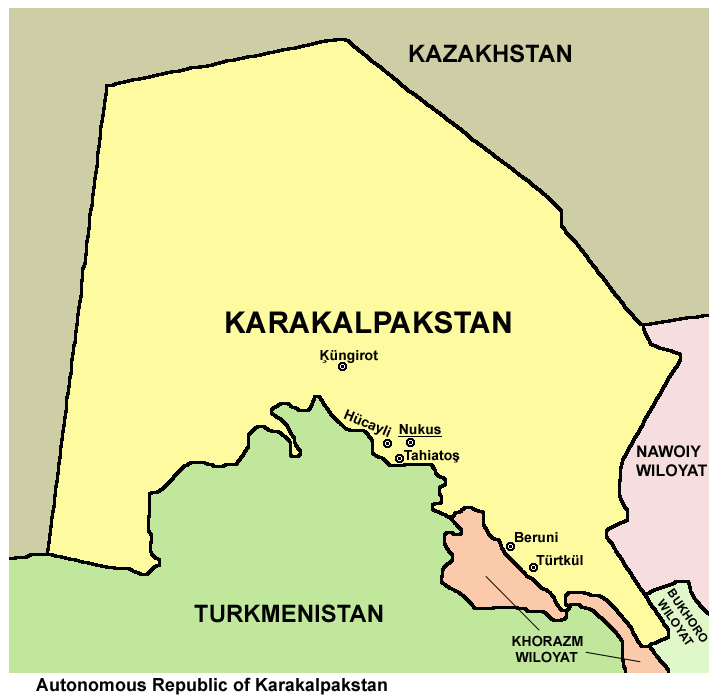

Karakałpacja (Republika Karakałpacka, rzadko: Karakałpakstan; uzb. Qoraqalpogʻiston, karak. Qaraqalpaqstan) – autonomiczna republika w granicach Uzbekistanu, położona w zachodniej części kraju i granicząca od strony północnej z pozostałościami Jeziora Aralskiego. Stolicą republiki jest Nukus (Nökis).
Miasto Moʻynoq (ros. Mujnak), dawny port nad Jeziorem Aralskim, w XXI w. na skutek wysychania jeziora położone jest kilka kilometrów w głębi lądu.
Główne grupy etniczne zamieszkujące Karakałpację to: Uzbecy (32,8%), Karakałpacy (32,2%), Kazachowie (28,6%), Turkmeni (3,3%), Tatarzy (1,2%) oraz Rosjanie (1,1%).
Autonomia karakałpacka jest kontynuacją istniejącej od czasów Związku Radzieckiego Karakałpackiej Autonomicznej Socjalistycznej Republiki Radzieckiej, utworzonej w 1932 r.

## Miasta
- Nukus (Nökis)
- Moʻynoq (Mujnak)
- Xoʻjayli (Chudżajli)
- Qoʻngʻirot (Kungrad)
- Beruniy
- Toʻrtkoʻl (Turtkul)
- Taxiatosh (Tachiatasz)